# Lucy (chimpancé)
Lucy (1964–1987) fue un chimpancé propiedad del Instituto para Estudios de Primates en Oklahoma, criado por Maurice K. Temerlin, Ph.D., un psicoterapeuta y profesor en la Universidad de Oklahoma y su mujer, Jane.

## Más a fondo
Temerlin y su mujer criaron a Lucy como si fuese un niño cualquiera, enseñándole a comer con cubiertos, vestirse, pasar las páginas de revistas y sentarse en una silla durante la cena. Se le enseñó lenguaje de signos mediante Lengua de Señal americana gracias al trabajo del primatólogo Roger Fouts, que la incluyó en un proyecto llamado "lengua del simio", y finalmente aprendió 140 signos. Apareció en la revista Life, donde se hizo famosa por beber ginebra, criar un gato, y utilizar Playgirl y una aspiradora para su gratificación sexual. Por aquel entonces, los Temerlins le presentaron por primera vez a un chimpancé macho, pero Lucy se mostró atemorizada y no se relacionó con él, dejándolo de lado. Fouts ha escrito que cuando llegaba a casa de Lucy a las 8:30 cada mañana, Lucy le saludaba con un abrazo, tomaba la tetera, la llenaba con agua, buscaba dos tazas y bolsas de té y lo servía.
A los 12 años, Lucy se había vuelto muy fuerte y era muy destructiva en casa de los Temerlin. Finalmente, se la llevó a un centro de rehabilitación chimpancé en Gambia, acompañada por Janis Carter, una estudiante de Psicología de la Universidad de Oklahoma. Durante años, Lucy fue incapaz de relacionarse con otros chimpancés en el centro de rehabilitación, y nunca se reprodujo, mostrando atracción sexual sólo hacia humanos. Lucy mostró muchas señales de depresión, como la negativa a comer, y expresó que estaba "dolida" a través de la lengua de signos. Aunque los Temerlin solo se quedaron unas cuantas semanas en Gambia, Janis Carter se quedó en el Centro durante años, dedicando una gran cantidad de tiempo a ayudar a Lucy a asimilar la vida salvaje.
Un año después de dejar a Lucy, Carter regresó con algunas de las pertenencias de la chimpancé. Ella, junto a un grupo de chimpancés, le saludó, y Lucy la abrazó, tras lo cual se fue con los otros chimpancés sin mirar atrás, por lo cual Carter interpretó que Lucy se había adaptado a la vida como chimpancé.  Un año después de aquello, sin embargo, Carter regresó y encontró el esqueleto de Lucy sin manos y su cabeza separada del resto del cuerpo, además de ninguna señal de piel o cabello desgarrados, así que Carter concluyó que Lucy había sido cazada ilegalmente  . Aun así, otros miembros del equipo que estaban íntimamente entregados a la rehabilitación de Lucy cuestionaron esta posibilidad, porque el esqueleto, en su avanzado estado de descomposición, no pudo proporcionar evidencias de arma de fuego u otras causas de muerte.

## Cobertura radiofónica pública
En 2010, la vida de Lucy fue el tema de una hora en Radiolab episodio 702, "Lucy". Extractos de este show fueron incluidos el 19 de febrero de 2010, en This American Life, , Episodio 401, "Parent Trap". Ambas historias se centran en.

## Libros por Temerlin
- Lucy: Growing Up Human: A Chimpanzee Daughter in a Psychotherapist's Family, Temerlin, Maurice. 1976 ISBN 0-8314-0045-5
- Labelling Madness, Contributor, "Suggestion Effects in Psychiatric Diagnosis," Thomas J. Scheff, (ed.), Prentice-Hall, Inc., Englewood Cliffs, New Jersey, 1975.
- The Social Psychology of Clinical Diagnosis, Universidad de Oklahoma, Dept. de Psicología,1966.